# Los cronocrímenes
Los cronocrímenes és una pel·lícula dirigida per Nacho Vigalondo, director, actor i guionista càntabre. El film es va estrenar internacionalment en 2007, aconseguint un gran èxit de crítica i diversos guardons en importants festivals de tot el món. No obstant això, la pel·lícula no hauria d'estrenar-se a Espanya fins al 27 de juny de 2008. Per promocionar-la, Vigalondo va encarregar la creació d'un videojoc i la 'premiere' se celebrà en un avió destí Santa Cruz de Tenerife. S'ha doblat al català.

## Argument
Al començament de la pel·lícula, Héctor (Karra Elejalde) està assegut al seu jardí mirant el bosc amb uns prismàtics. Veu una dona (Bárbara Goenaga) que s'està despullant entre els arbres i decideix anar a investigar al lloc. Sense adonar-se, és atacat i apunyalat al braç amb un parell de tisores per una imatge sinistra: un home que té la cara coberta amb benes roses. Fugint de retorn cap a la seva casa, entra en un centre de recerca on es comunica amb un científic (Nacho Vigalondo) mitjançant un walkie-talkie. Aquest li diu que l'altre personatge l'està perseguint i que sap on és. L'aconsella que pugi per un camí fins a un laboratori situat al mateix bosc. L'Héctor arriba al laboratori i es fica a una màquina. En sortir-ne, s'adona que la màquina l'ha transportat en el temps al mateix dia, però una hora abans.
L'Héctor, des del laboratori, divisa casa seva amb els prismàtics i s'adona que es veu a ell mateix, és a dir, el seu doble, l'Héctor 1. L'Héctor es converteix ara amb Héctor 2 i està gelós del seu doble perquè és a casa seva amb la seva muller. Per a solucionar la situació, el científic li explica que és molt important que l'Héctor 1 segueixi el mateix camí que ha seguit ell i es fiqui a la mateixa màquina del temps perquè ja no hi hagi dos Héctors.
L'Héctor 2 manlleva el cotxe de color blanc del científic i marxa. A la carretera es troba amb una dona i s'adona que és la mateixa dona que va veure abans, la mateixa que s'estava desvestint al bosc. De sobte, l'Héctor 2 xoca contra un arbre i comença a sagnar pel front. S'embena el cap i la cara amb la bena que tenia al braç i en veure's al mirall s'adona que ell és l'assassí, és a dir, que és el mateix que va apunyalar l'Héctor 1 al principi. Com és l'assassí, es comporta com a tal i la dona, que el ve a socórrer, cau al seu pla malèvol. L'obliga a desvestir-se al bosc mentre veu que l'Héctor 1 ha vingut a investigar què està passant (com al principi de la pel·lícula) i l'Héctor 2, ara l'assassí, l'apunyala al braç.
L'Héctor 2 torna a casa seva i accidentalment mata a qui creu que és la seva dona per equivocació. L'única cosa que fa falta perquè només existeixi un Héctor és que l'Héctor 1 entri a la màquina del temps, no obstant això, l'Héctor 2 desitja tornar a viatjar en el temps per a evitar la mort de la seva muller, però el científic s'oposa als seus plans. El científic li confessa que un altre Héctor, anomenat Héctor 3, va sortir de la màquina del temps just abans i li diu que ell, Héctor 2, està a punt de convertir-se amb Héctor 3. El científic li diu que s'ha comunicat amb l'Héctor 3 i que aquest li ha dit que tot ha fallat i que ha d'impedir que l'Héctor 2 viatgi en el temps.
L'Héctor 2, ja convertit amb Héctor 3, decideix anar a la recerca de l'Héctor 2, puja a una camioneta vermella per empaitar-lo, i xoca contra ell que està al cotxe blanc del científic. L'Héctor 3 li diu al científic que tot està perdut. De sobte, es troba amb la mateixa noia que va ser obligada a desvestir-se al bosc per l'assassí i li diu a la noia que els està empaitant el mateix assassí. L'Héctor 3 la calma i tots dos, a instàncies de la jove, van a casa de l'Héctor, on es troba l'esposa, la qual li diu que hi ha desconeguts dins de casa i que ha trucat a la policia.
L'Héctor 3 s'adona que pot impedir que l'Héctor 2 mati la seva muller, però necessita que aquest cregui que sí perquè decideixi entrar a la màquina del temps novament (recrear els fets tal com van succeir per a no crear una paradoxa). L'Héctor 3 tanca amb clau a la seva esposa a un rafal al qual es dipositen eines de jardí després de col·locar l'escala a la teulada, li dona a l'altra dona roba de la seva dona i li talla el cabell com ella perquè s'hi assembli (amb l'excusa que, disfressada, l'estrany no la reconeixerà), ell s'amaga i la jove continua fugint de l'Héctor 2. Una vegada que l'Héctor 3 sap amb absoluta certesa que la seva dona està segura i l'Héctor 2 tornarà al centre on hi ha la màquina del temps amb la finalitat d'impedir la suposada mort de la seva esposa, procedeix a alliberar-la de la caseta on la va tancar i, sense esclarir cap detall, l'asseu a les mateixes cadires del jardí des d'on va albirar per primera vegada la jove amb els prismàtics, i atorgant-li a l'heroi un merescut descans, deixant el final força obert, malgrat que resolent el misteri principal molt elegantment.

## Repartiment
- Karra Elejalde com Héctor.
- Candela Fernández com Clara.
- Bárbara Goenaga com la noia del bosc.
- Nacho Vigalondo com el jove.
- Juan Inciarte com Héctor ocasional.

## El viatge en el temps segonsLos cronocrímenes
A Los cronocrímenes, el viatge en el temps és tractat segons el principi de autoconsistència de Nóvikov; això és, es considera que és impossible dur a terme una acció durant el viatge en el temps que comporti a una paradoxa del viatge en el temps (és a dir, un canvi en el curs temporal).
No obstant això, el nou en el plantejament de la pel·lícula és que aconsegueix restablir el lliure albir en unes condicions en les quals el protagonista havia perdut de manera aparent qualsevol capacitat d'elecció (igual que en l'exemple plantejat per Henry James). S'arriba a la conclusió que la llibertat en els viatges temporals està estretament lligada al coneixement que el viatger ha obtingut per mitjà d'aquests. El fet que Héctor 3 desconegui si a qui havia matat accidentalment Héctor 2 era la seva esposa o la noia de la bicicleta, és el que li permet a Héctor 3 decidir qui d'aquestes dues ha de morir.

## Premis
| Premi                                             | Lloc                                   | Resultat  |
| ------------------------------------------------- | -------------------------------------- | --------- |
| Millor pel·lícula (Asteroide d'or)                | Trieste, Friuli-Venècia Julia (Itàlia) | Guanyador |
| Millor pel·lícula en el Fantastic Fest            | Austin, Texas (Estats Units)           | Guanyador |
| Medalla d'or del Jurat en el Fantastic Fest       | Austin, Texas (Estats Units)           | Guanyador |
| Medalla de plata del Público en el Fantastic Fest | Austin, Texas (Estats Units)           | Guanyador |
| Premi Revelació del CEC                           | Madrid (Espanya)                       | Guanyador |
| Goya al millor director novell                    | Madrid (Espanya)                       | Nominat   |